# Holigarna helferi
Holigarna helferi är en sumakväxtart som beskrevs av Joseph Dalton Hooker. Holigarna helferi ingår i släktet Holigarna och familjen sumakväxter. Inga underarter finns listade i Catalogue of Life.